# Marsdenia vieillardii
Marsdenia vieillardii är en oleanderväxtart som beskrevs av Henri Ernest Baillon. Marsdenia vieillardii ingår i släktet Marsdenia och familjen oleanderväxter. Inga underarter finns listade i Catalogue of Life.